# Hello Trouble
Hello Trouble er en amerikansk stumfilm fra 1918 af Charley Chase.

## Medvirkende
- Oliver Hardy
- Peggy Prevost
- Billy Armstrong
- Bartine Burkett
- Charles Inslee